# پرتغالی‌زبان

کشورهای پرتغالی‌زبان

پرتغالی‌زبانان (پرتغالی: Lusófonos) گروهی قومی‌زبانی هستند که در ۱۰ کشور با جمعیت ۲۷۰ میلیون نفری گسترش یافته‌اند. این کشورها را گاه با عنوان جهان پرتغالی‌زبان (Mundo Lusófono) می‌شناسند و در آن‌ها زبان پرتغالی به عنوان زبان رسمی به رسمیت شناخته شده‌است. پرتغالی‌زبانان در اروپا، آمریکا، آفریقا، آسیا و اقیانوسیه پراکنده شده‌اند.
تاریخ کشورهای پرتغالی‌زبان با تاریخ امپراتوری پرتغال پیوند دارد. امروزه این کشورها در جامعه کشورهای پرتغالی‌زبان گرد هم آمده‌اند.

## کشورهای پرتغالی‌زبان
در کشورهای زیر پرتغالی به عنوان یک زبان بومی مطرح است:
| کشور              | جمعیت (تخمین ژوئیه ۲۰۱۸) | زبان بومی بیشینه |
| ----------------- | ------------------------ | ---------------- |
| برزیل             | ۲۰۸٬۸۴۶٬۸۹۲              | Yes              |
| آنگولا            | ۳۰٬۳۵۵٬۸۸۰               | Yes              |
| موزامبیک          | ۲۷٬۲۳۳٬۷۸۹               | N                |
| پرتغال            | ۱۰٬۳۵۵٬۴۹۳               | Yes              |
| گینه بیسائو       | ۱٬۸۳۳٬۲۴۷                | N                |
| تیمور شرقی        | ۱٬۳۲۱٬۹۲۹                | N                |
| گینه استوایی      | ۷۹۷٬۴۵۷                  | N                |
| ماکائو            | ۶۰۶٬۳۴۰                  | N                |
| دماغه سبز         | ۵۶۸٬۳۷۳                  | Yes              |
| سائوتومه و پرنسیپ | ۲۰۴٬۴۵۴                  | Yes              |
| جمع               | حدود ۲۸۲ میلیون          | حدود ۲۸۲ میلیون  |